# Плакоды
Плакоды (лат. placodae), или эпидермальные плакоды, — анатомические структуры в голове эмбрионов позвоночных и некоторых беспозвоночных животных эктодермального происхождения, формирующиеся в месте контакта эктодермы с нервной трубкой путём её утолщения, инвагинации, миграции из неё клеток, либо смешанным путём. Из плакод формируется хрусталик глаза, слуховой пузырёк, обонятельный эпителий, у первичноводных хордовых — орган боковой линии и жаберный аппарат.
По положению относительно осей тела плакоды подразделяются на дорсолатеральные и эпибрахиальные. Дорсолатеральные плакоды, расположенные в верхней части головы эмбриона (задняя часть впоследствии), принимают участие в развитии головных нервов, слухового пузырька и его производных (вестибулярный аппарат), органа боковой линии (механо- и электрорецепторы). Эпибрахиальные, расположенные в нижней (впоследствии передней) части головы эмбриона, частично дают при развитии хрусталик, обонятельный эпителий и головные нервы.
Хрусталик развивается при контакте зрительного пузырька с эктодермой: часть эктодермы инвагинирует и становится зачатком хрусталика. У эмбрионов птиц этот процесс занимает примерно семь часов.